# Butter
«Butter» (en español: «Mantequilla») es una canción del grupo surcoreano BTS, lanzada el 21 de mayo de 2021 a través de Big Hit y Sony Music. Es su segundo sencillo en inglés.

## Antecedentes y lanzamiento
El 5 de abril de 2021, tres días después del lanzamiento del tema «Film Out», varios medios de comunicación informaron que BTS publicaría un nuevo sencillo en mayo; sin embargo, la agencia del grupo, Big Hit, anunció que «comunicaría los planes de sus artistas cuando estos estén finalizados». El 26 de abril de 2021, se reveló el nuevo sencillo mediante una transmisión en vivo en Youtube, que consistía en video con una imagen de una barra de mantequilla con sonidos de cocina y una cuenta regresiva. Tanto la carátula como la fecha de lanzamiento se dieron a conocer mediante las redes sociales de la banda. En las siguientes semanas también salieron fotos conceptuales y videoclips de cada miembro. La banda realizará una conferencia de prensa global una hora después del lanzamiento del sencillo.
El grupo apareció como invitado en la nueva serie radial de Melon Station, exclusiva para Big Hit, BigHit Music Record, el 21 de mayo, donde habló sobre «Butter».

## Composición
«Butter» ha sido descrita como una «pista dance pop repleta del encanto delicado pero al mismo tiempo carismático de BTS». En una entrevista de la banda para la edición de mayo de la revista Rolling Stone, el periodista Brian Hatt escribió que, al igual que «Dynamite», la canción no tiene un «mensaje profundo» y señaló que se trata de «una celebración de dance pop pura en la línea retro de Bruno Mars, con sintetizadores del estilo de Jam y Lewis» y alardes sobre ser «suave como la mantequilla» y tener un «brillo de superestrella». En la misma publicación, RM llamó a la pista «muy energética» y «veraniega» con una «interpretación bastante dinámica». De acuerdo con varios medios de comunicación de Corea del Sur, la letra de «Butter» confiesa «tiernamente un amor dulce y romántico».

## Recepción

### Comentarios de la crítica
En una reseña para NME, Rhian Daly comentó que «Butter» es «una pieza impecable y nítida de dance pop que es indudablemente genial sin sacrificar la inmediatez o hooks memorables» y consideró que era un candidato fuerte para convertirse en la canción del verano. Tom Breihan de Stereogum se refirió a la canción como «un gran tema retro disco hecho para fiestas» y la comparó con el estilo musical de Bruno Mars y el del disco Random Access Memories de Daft Punk.
| Publicación   | Lista                                     | Posición | Ref.   |
| ------------- | ----------------------------------------- | -------- | ------ |
| Billboard     | Las 25 mejores canciones de K-pop de 2021 | 6        | [ 16 ] |
| Consequence   | Las 50 mejores canciones de 2021          | 1        | [ 17 ] |
| The Guardian  | Las 20 mejores canciones de 2021          | 11       | [ 18 ] |
| NME           | Las 50 mejores canciones de 2021          | 10       | [ 19 ] |
| Rolling Stone | Las 50 mejores canciones de 2021          | 16       | [ 20 ] |
| Uproxx        | Las mejores canciones de 2021             | N/A      | [ 21 ] |

## Video musical
El 18 de mayo se publicó un adelanto de 23 segundos en el canal oficial de YouTube de Hybe Labels. Heran Mamo de Billboard comentó que el «ritmo funk» del clip «evoca a "Another One Bites the Dust" de Queen».
«Butter» marcó un nuevo récord para el mayor estreno de un video musical en Youtube, con más de 3.9 millones de espectadores concurrentes, por lo que superó la antigua marca impuesta por «Dynamite». BTS mantiene los dos primeros lugares para los  más grandes debuts de videos en la historia de la plataforma. Además, «Butter» rompió el propio récord del grupo para el video más visto en 24 horas al alcanzar 108.2 millones de reproducciones.

## Reconocimientos
| Año  | Organización           | Premio                                                                      | Ref.   |
| ---- | ---------------------- | --------------------------------------------------------------------------- | ------ |
| 2021 | Guinness World Records | Canción con mayor número de streams en Spotify en 24 horas                  | [ 25 ] |
| 2021 | Guinness World Records | Mayor número de espectadores para el estreno de un video en YouTube         | [ 25 ] |
| 2021 | Guinness World Records | Mayor número de espectadores para el estreno de un video musical en YouTube | [ 25 ] |
| 2021 | Guinness World Records | Video musical de un grupo de K-pop más visto en YouTube en 24 horas         | [ 25 ] |
| 2021 | Guinness World Records | Video musical más visto en YouTube en 24 horas                              | [ 25 ] |

| Año  | Premios                                | Categoría                                     | Resultado | Ref.   |
| ---- | -------------------------------------- | --------------------------------------------- | --------- | ------ |
| 2021 | American Music Awards                  | Canción de pop favorita                       | Ganador   | [ 26 ] |
| 2021 | Asia Artist Awards                     | Canción del año                               | Ganador   | [ 27 ] |
| 2021 | BreakTudo Awards                       | Éxito internacional                           | Ganador   | [ 28 ] |
| 2021 | E! People's Choice Awards              | El video musical de 2021                      | Ganador   | [ 29 ] |
| 2021 | E! People's Choice Awards              | La canción de 2021                            | Ganador   | [ 29 ] |
| 2021 | Melon Music Awards                     | Canción del año                               | Ganador   | [ 30 ] |
| 2021 | Meus Prêmios Nick                      | Éxito internacional favorito                  | Ganador   | [ 31 ] |
| 2021 | Meus Prêmios Nick                      | Video del año                                 | Ganador   | [ 31 ] |
| 2021 | Mnet Asian Music Awards                | Canción del año                               | Ganador   | [ 32 ] |
| 2021 | Mnet Asian Music Awards                | Mejor presentación de baile - Grupo masculino | Ganador   | [ 32 ] |
| 2021 | Mnet Asian Music Awards                | Mejor video musical                           | Ganador   | [ 32 ] |
| 2021 | MTV Video Music Awards                 | Canción del verano                            | Ganador   | [ 33 ] |
| 2021 | MTV Video Music Awards                 | Mejor video de K-Pop                          | Ganador   | [ 33 ] |
| 2021 | MTV Video Music Awards                 | Mejor coreografía                             | Nominado  | [ 33 ] |
| 2021 | MTV Video Music Awards                 | Mejor edición                                 | Nominado  | [ 33 ] |
| 2021 | MTV Video Music Awards                 | Mejor video de pop                            | Nominado  | [ 33 ] |
| 2021 | MTV Video Music Awards Japan           | Mejor video de un grupo - Internacional       | Ganador   | [ 34 ] |
| 2021 | MTV Video Music Awards Japan           | Mejor video del año                           | Nominado  | [ 35 ] |
| 2021 | Nickelodeon Kids' Choice Awards México | Temazo mundial                                | Ganador   | [ 36 ] |
| 2021 | Variety's Hitmakers                    | Grabación del año                             | Ganador   | [ 37 ] |
| 2022 | Billboard Music Awards                 | Canción más vendida                           | Ganador   | [ 38 ] |
| 2022 | Billboard Music Awards                 | Mejor canción - Global 200 (Excl. U.S.)       | Nominado  | [ 39 ] |
| 2022 | Gaon Chart Music Awards                | Álbum del año – 3.er trimestre                | Ganador   | [ 40 ] |
| 2022 | Gaon Chart Music Awards                | Álbum minorista del año                       | Ganador   | [ 40 ] |
| 2022 | Gaon Chart Music Awards                | Canción del año – mayo                        | Ganador   | [ 40 ] |
| 2022 | Golden Disc Awards                     | Mejor canción digital (bonsang)               | Ganador   | [ 41 ] |
| 2022 | Grammy Awards                          | Mejor interpretación de pop de dúo/grupo      | Nominado  | [ 42 ] |
| 2022 | iHeartRadio Music Awards               | Mejor video musical                           | Ganador   | [ 43 ] |
| 2022 | Korean Music Awards                    | Canción del año                               | Nominado  | [ 44 ] |
| 2022 | Korean Music Awards                    | Mejor canción de K-pop                        | Nominado  | [ 44 ] |
| 2022 | Japan Gold Disc Awards                 | Canción del año por descargas (Asia)          | Ganador   | [ 45 ] |
| 2022 | Japan Gold Disc Awards                 | Canción del año por streaming (Asia)          | Ganador   | [ 45 ] |
| 2022 | Japan Gold Disc Awards                 | Las 5 mejores canciones por descargas         | Ganador   | [ 45 ] |
| 2022 | Japan Gold Disc Awards                 | Las 5 mejores canciones por streaming         | Ganador   | [ 45 ] |
| 2022 | NME Awards                             | Mejor canción en el mundo                     | Nominado  | [ 46 ] |

| Programa         | Cadena | Fecha               | Ref.   |
| ---------------- | ------ | ------------------- | ------ |
| Show! Music Core | MBC    | 29 de mayo de 2021  | [ 47 ] |
| Show! Music Core | MBC    | 5 de junio de 2021  | [ 48 ] |
| Show! Music Core | MBC    | 12 de junio de 2021 | [ 49 ] |
| Show! Music Core | MBC    | 19 de junio de 2021 | [ 50 ] |
| Show! Music Core | MBC    | 26 de junio de 2021 | [ 51 ] |
| Inkigayo         | SBS    | 30 de mayo de 2021  | [ 52 ] |
| Inkigayo         | SBS    | 6 de junio de 2021  | [ 53 ] |
| Inkigayo         | SBS    | 13 de junio de 2021 | [ 54 ] |
| Show Champion    | MBC M  | 2 de junio de 2021  | [ 55 ] |
| Show Champion    | MBC M  | 16 de junio de 2021 | [ 56 ] |
| Show Champion    | MBC M  | 23 de junio de 2021 | [ 57 ] |
| Music Bank       | KBS    | 4 de junio de 2021  | [ 58 ] |
| Music Bank       | KBS    | 16 de julio de 2021 | [ 59 ] |

| Premio                  | Fecha               | Ref.   |
| ----------------------- | ------------------- | ------ |
| Weekly Popularity Award | 31 de mayo de 2021  | [ 60 ] |
| Weekly Popularity Award | 7 de junio de 2021  | [ 60 ] |
| Weekly Popularity Award | 14 de junio de 2021 | [ 60 ] |
| Weekly Popularity Award | 21 de junio de 2021 | [ 60 ] |
| Weekly Popularity Award | 28 de junio de 2021 | [ 60 ] |

## Presentaciones en vivo
BTS presentó «Butter» en vivo por primera vez en los Billboard Music Awards 2021. También la interpretó el 25 de mayo en el programa Late Show with Stephen Colbert y el 21 de julio en The Tonight Show Starring Jimmy Fallon .

## Lista de canciones y formatos
| 7"  |          |          |  |
| N.º | Título   | Duración |  |
| 1.  | «Butter» | 2:45     |  |

| Casete |                   |          |  |
| N.º    | Título            | Duración |  |
| 1.     | «Butter» (Lado A) | 2:45     |  |
| 2.     | «Butter» (Lado B) | 2:45     |  |

| Digital |                         |          |  |
| N.º     | Título                  | Duración |  |
| 1.      | «Butter»                | 2:45     |  |
| 2.      | «Butter» (Instrumental) | 2:42     |  |

| Digital |                         |          |  |
| N.º     | Título                  | Duración |  |
| 1.      | «Butter»                | 2:45     |  |
| 2.      | «Butter» (Hotter Remix) | 2:46     |  |
| 3.      | «Butter» (Instrumental) | 2:42     |  |

| EP Digital |                          |          |  |
| N.º        | Título                   | Duración |  |
| 1.         | «Butter»                 | 2:45     |  |
| 2.         | «Butter» (Hotter Remix)  | 2:46     |  |
| 3.         | «Butter» (Sweeter Remix) | 2:41     |  |
| 4.         | «Butter» (Cooler Remix)  | 2:41     |  |
| 5.         | «Butter» (Instrumental)  | 2:42     |  |

| Sencillo en CD |                                      |          |  |
| N.º            | Título                               | Duración |  |
| 1.             | «Butter»                             | 2:44     |  |
| 2.             | «Permission to Dance»                | 3:07     |  |
| 3.             | «Butter» (Instrumental)              | 2:42     |  |
| 4.             | «Permission to Dance» (Instrumental) | 3:07     |  |

| Digital (Megan Thee Stallion remix) |                                                                |          |  |
| N.º                                 | Título                                                         | Duración |  |
| 1.                                  | «Butter (Megan Thee Stallion remix)» (con Megan Thee Stallion) | 2:44     |  |

## Posicionamiento en listas
| Lista (2021)                                | Mejor posición |
| ------------------------------------------- | -------------- |
| Alemania (Official German Charts)           | 7              |
| Argentina (Argentina Hot 100)               | 7              |
| Argentina (Los 40 Principales)              | 1              |
| Australia (ARIA)                            | 6              |
| Austria (Ö3 Austria Top 40)                 | 7              |
| Bélgica (Flandes) (Ultratip Bubbling Under) | 41             |
| Bolivia (Monitor Latino)                    | 7              |
| Canadá (Hot 100)                            | 2              |
| Colombia (Monitor Latino Anglo)             | 3              |
| Colombia (Promúsica)                        | 1              |
| Corea del Sur (Gaon)                        | 1              |
| Corea del Sur (K-pop Hot 100)               | 1              |
| Costa Rica (Monitor Latino Anglo)           | 3              |
| Dinamarca (Hitlisten)                       | 22             |
| Ecuador (Monitor Latino Anglo)              | 2              |
| El Salvador (Monitor Latino Anglo)          | 2              |
| Eslovaquia (Singles Digitál Top 100)        | 4              |
| Estados Unidos (Billboard Hot 100)          | 1              |
| Estados Unidos (Adult Top 40)               | 40             |
| Estados Unidos (Mainstream Top 40)          | 26             |
| Estados Unidos (Rolling Stone Top 100)      | 2              |
| Finlandia (Suomen virallinen lista)         | 15             |
| Francia (SNEP)                              | 7              |
| Global 200 (Billboard)                      | 1              |
| Global Excl. U.S. (Billboard)               | 1              |
| Grecia (IFPI Greece)                        | 6              |
| Guatemala (Monitor Latino Anglo)            | 3              |
| Honduras (Monitor Latino Anglo)             | 1              |
| Irlanda (IRMA)                              | 7              |
| Italia (FIMI)                               | 27             |
| Japón (Japan Hot 100)                       | 1              |
| Japón (Oricon Digital Singles Chart)        | 1              |
| Lituania (AGATA)                            | 20             |
| México (AMPROFON Top Streaming Semanal)     | 2              |
| México (Billboard Mexico Airplay)           | 1              |
| México (Monitor Latino)                     | 3              |
| Noruega (VG-lista)                          | 28             |
| Nueva Zelanda (Recorded Music NZ)           | 6              |
| Países Bajos (Mega Single Top 100)          | 35             |
| Panamá (Monitor Latino)                     | 6              |
| Paraguay (Monitor Latino Anglo)             | 2              |
| Portugal (AFP)                              | 4              |
| Reino Unido (OCC)                           | 3              |
| República Checa (Singles Digitál Top 100)   | 5              |
| República Dominicana (Monitor Latino Anglo) | 9              |
| Singapur (RIAS)                             | 1              |
| Suecia (Sverigetopplistan)                  | 33             |
| Suiza (Schweizer Hitparade)                 | 7              |
| Uruguay (Monitor Latino Anglo)              | 3              |
| Venezuela (Monitor Latino Anglo)            | 1              |

| Lista (2021)                  | Mejor posición |
| ----------------------------- | -------------- |
| Corea del Sur (Gaon)          | 1              |
| Corea del Sur (K-pop Hot 100) | 1              |

## Certificaciones y ventas
| Corea del Sur (KMCA)  | 2× Millón  | 2 644 270   |
| España (PROMUSICAE)   | Oro        | 20 000      |
| Estados Unidos (RIAA) | 2× Platino | 2 000 000   |
| Francia (SNEP)        | Oro        | 100 000     |
| Italia (FIMI)         | Oro        | 35 000      |
| Japón (RIAJ)          | Platino    | 250 000     |
| Japón (RIAJ)          | Platino    | 250 000     |
| Portugal (AFP)        | Oro        | 5 000       |
| Reino Unido (BPI)     | Plata      | 200 000     |
| Streaming             |            |             |
| Corea del Sur (KMCA)  | Platino    | 100 000 000 |
| Japón (RIAJ)          | Platino    | 100 000 000 |

## Créditos y personal
Créditos adaptados de Melon y Tidal.
| - BTS: voces principales - Stephen Kirk: producción, composición, arreglo vocal - Rob Grimaldi: producción, composición, arreglo vocal - Ron Perry: producción, composición - Jenna Andrews: composición, coro, arreglo vocal, producción - RM: composición, voces grupales - Alex Bilowitz: composición - Sebastian Garcia: composición | - Suga: voces grupales - J-Hope: voces grupales - Pdogg: arreglo vocal, ingeniería de grabación - Juan “Saucy” Peña: ingeniería de grabación - Keith Parry: ingeniería de grabación - Serban Ghenea: ingeniería de mezcla - John Hanes: asistente de ingeniería de mezcla - Chris Gehringer: masterización |

## Historial de lanzamiento
| País           | Fecha                | Formato                               | Versión                    | Sello       | Ref.          |
| -------------- | -------------------- | ------------------------------------- | -------------------------- | ----------- | ------------- |
| Varios         | 21 de mayo de 2021   | Descarga digital streaming            | Original                   | Big Hit     | [ 134 ]       |
| Australia      | 21 de mayo de 2021   | Hit contemporáneo de la radio         | Original                   | Sony        | [ 135 ]       |
| Italia         | 21 de mayo de 2021   | Hit contemporáneo de la radio         | Original                   | Sony        | [ 136 ]       |
| Estados Unidos | 24 de mayo de 2021   | Hot/Modern/AC                         | Original                   | Columbia    | [ 137 ]       |
| Estados Unidos | 25 de mayo de 2021   | Hit contemporáneo de la radio         | Original                   | Columbia    | [ 138 ]       |
| Estados Unidos | 25 de mayo de 2021   | Hit rítmico contemporáneo de la radio | Original                   | Columbia    | [ 139 ]       |
| Varios         | 28 de mayo de 2021   | Descarga digital streaming            | Hotter Remix               | Big Hit     | [ 65 ]        |
| Varios         | 4 de junio de 2021   | Descarga digital streaming            | Cooler remix Sweeter remix | Big Hit     | [ 140 ]       |
| Estados Unidos | 18 de junio de 2021  | 7" Casete                             | Original                   | The Orchard | [ 63 ] [ 64 ] |
| Varios         | 9 de julio de 2021   | Sencillo en CD                        | Original                   | Big Hit     | [ 67 ]        |
| Varios         | 27 de agosto de 2021 | Descarga digital streaming            | Megan Thee Stallion remix  | Big Hit     | [ 68 ]        |